# Deuteroxorides orientalis
Deuteroxorides orientalis là một loài tò vò trong họ Ichneumonidae.